# ドカポンシリーズ
ドカポンシリーズは、スティングが発売しているコンピュータゲームのシリーズ。かつての販売元はアスミックだった。RPGの要素を取り込んだすごろくタイプのボードゲームである。

## 概要
ファンタジーRPG風の世界観で、プレイヤーもしくはコンピュータの担当する数名のキャラクターがすごろく状のボードマップ上でルーレットを使って移動しながら、装備を整えレベルアップをし、敵を倒したりダンジョンを攻略してお金を稼ぐボードゲーム。最終的に資産が最も多かったプレイヤーが勝利する。シリーズを通じて「お金が第一」がテーマとなっていることや、他のプレイヤーの妨害手段が豊富に用意されていることから「友情崩壊ゲーム」というキャッチフレーズがついている。

## 基本ルール
ゲームの大きな目的は、敵を倒したりモンスターに支配された村を解放しながら資産を稼ぎ、「決められた期間が終了」もしくは「全てのシナリオが終了」した時点でもっとも多くの資産を得て優勝することである。プレイ人数は作品によって多少異なるが、基本的には人間とコンピュータを合わせて3～4人。最初に行動する順番をランダムで決定し、ゲームスタートとなる。自分の順番が回ってきたら、ルーレットを回して出た目の数だけマスを進み、止まった「マス」に応じて戦いやイベントなどが発生する。なお、『ドカポン外伝 〜炎のオーディション〜』（以下『外伝』）、『ドカポン・ザ・ワールド』（以下『ワールド』）では参加者合計は4人で固定。『ドカポンキングダム』（以下『キングダム』）では合計2人での対戦も可能。
ルーレット
このゲームで移動距離を決めるためのもの。基本的には0-6まで目があり、出た目だけ必ずマスを進む必要がある（「0」が出た場合は今いるマスにもう一度止まり、そのマスの効果を受ける）。アイテムなどによって一度に最大5個までルーレットを増やすことが可能。場合によっては小さい目しか出ない状態になることもある。なお、『決戦！ ドカポン王国IV 〜伝説の勇者たち〜』（以下『IV』）、『ドカポン3・2・1 〜嵐を呼ぶ友情〜』（以下『321』）ではルーレットに「0」の目はない。
アイテム・魔法
「アイテム」や移動中に使える「魔法」を持っていると、ルーレットを回す前に使用できる。効果はさまざまだが、自身のHP（体力）を回復したり、他のプレイヤーにダメージを与えたりといった効果がある。『IV』ではどちらを使用してもターンが終了したが、『321』はアイテムのみ使用してもターン終了せず、『ドカポン！ 怒りの鉄剣』（以下『鉄剣』）以降はどちらを使ってもターン終了しない仕様となっている。ただし原則的に1ターンに1回しか使えず、使用後は「アイテム・魔法」のコマンドが消滅するため、「ターン終了しないからアイテム・魔法が使い放題になる」というわけではない。
戦闘
移動後、止まったマスによってはモンスターや相手プレイヤーとの戦闘が始まることがある。戦闘は、4つのコマンドからひとつを選んで行動をする、いわゆるコマンド式で進行し、戦闘に勝利すると経験値やお金を相手から得ることができる。経験値が一定量たまるとレベルアップとなり、プレイヤーキャラのHPや能力値といった各パラメータを強化できる。戦闘については後述。

## マス
シリーズによって違う場合もあるが、基本的なマスの種類と内容は次のとおり。
地形のマス
何も書かれていないマス。ここに止まるとたいていの場合モンスターが出現し、1対1での「戦闘」になる。すでに他のプレイヤーがそのマスにいた場合は、そのプレイヤーと戦闘となる（戦闘については後述）。時々戦闘が発生せず、様々なイベントが発生しプレイヤーに利益や損害をもたらす。中には通過したり停止するだけでダメージなどを受ける有害な地形のマスもある。
『鉄剣』以降は有害な地形のマスを調べると解説が入る。また、『ドカポンDX 〜わたる世界はオニだらけ〜』（以下『DX』）では有害な地形のマスでの戦闘は発生しない。
店マス
ここに止まると様々なアイテムの売買が可能。このゲームでは、持ち物が「自分自身に有利な効果をもたらすアイテム」「他人を妨害することのできる魔法」「戦闘で使用する武具」の3種類に大別され、持ち物の売却はどの種類でも可能だが、購入できる種類は店ごとに異なる。また、通常の売買以外にも「襲撃」を仕掛けることが可能で、ルーレットやジャンケンなどで店側と勝負し、勝てば店の売り物や貴重なアイテムを無料で入手できる（作品によって個数は異なる上、ランダムである事が多い）が、負けてしまうとしばらくの間指名手配され、賞金がかけられるため他のプレイヤーの格好の的となってしまう。店はそれぞれ地域ごとに1か所ずつ建てられていることが多い。なお、『IV』では店の襲撃ができない。初期の作品では襲撃成功時にもらえる品物は1個だが、『DX』以降は複数個もらえるようになっている。主な店の種類は以下のとおり。
武器屋
戦闘でプレイヤーの攻撃力と防御力を上乗せする役目を果たす武器と防具を購入できる。一度に持っていける武具は、武器1種・防具1-2種である。新しい武具を使いたい場合は買い替えの必要があり、下取りは基本的に自動で行われる。ただし呪われた武具の場合は店では引き取ってくれない。基本的にキャラクターごとに装備できる武具は限定されていない。
『IV』では呪われた武具は登場しない。
アイテム屋
移動・回復・妨害などに役立つアイテムを購入できる。シリーズによって異なるが、一度に持っていけるアイテムは10個前後であることが多い。ルーレットを回す前に使用できるが、基本的に1ターンで使用できるアイテムの数は限られている。
魔法屋
このゲームに登場する魔法は大きく分けて2つにわかれ、1つは後述の「戦闘で使う魔法」、そしてもう1つが「移動中にアイテムと同じように使える魔法」である。そのいずれもこの店で購入できる。一度に持っていける魔法は、戦闘で使うものは攻撃用1種・防御用1種。移動中に使うものはアイテム同様に10個前後となり、ルーレットを回す前に使用することができるが、基本的に1ターンで使用できる数は限られている。
『IV』『321』『鉄剣』では攻撃魔法の回数に限りがあり、手持ちと同種の攻撃魔法を買うことで回数を補充できる。
『IV』『321』では移動中に使う魔法を持てる数は、キャラクターの能力値に依存する。
宿屋
一泊することでHPを完全に回復する。ただしステータス異常の治療はない。
『DX』のみは存在せず、同じ役割は村が果たす。
銀行
所持金を預けることができる施設。預金は簡単に奪えないため、銀行が登場する作品では資産を確実に増やす上で欠かせないものとなる。「クレジットカード」も発行しており、持っていれば預金を直接使って買い物をすることが可能。支払いは一括限定で、現金払いより割増になる（他プレイヤーのカードを奪って他人のカードによるカード購入もできるが、カード使用による購入の度に無断使用の判定が発生し、低確率で店員が気づく。無断使用が発覚した場合は無条件で「指名手配」となる）。また、銀行も襲う事ができるが、「どのプレイヤーの預金を狙うか」を選択する上、警備員がいる関係上、2回ジャンケンで勝たないと襲撃成功にならなくなっており、襲撃難易度が店より上がっている。
『ワールド』では「世界平和金庫」となっており、預けた所持金は引き出せない。
宝箱マス
止まると宝箱の中身の候補がいくつか表示され、ルーレット形式で1つだけランダムで中身を無料で入手できる。チャレンジは1度に1回までだが、基本的に何度止まってもチャレンジ可能で、宝箱の中身が尽きることはない。宝箱マスにいくつか種類があり、それによって中身の傾向が異なっている。
『ワールド』では宝箱に擬態したモンスターと戦闘になる場合があるため、戦闘を避けられるマスとは限らない。なお、『321』では目押しが可能。
アイテム・魔法マス
ほとんどの種類のアイテム・もしくは移動中に使用する魔法がルーレットで選ばれ、1個手に入る。
赤宝箱マス
非売品の武具や貴重なアイテム・魔法、大金が手に入る可能性があるルーレットを回す。ただしダメージを受けたり所持品などを失うトラップの出目も含まれる。
鍵宝箱マス
主にダンジョン内部にあり、専用の鍵アイテムがないと開かないが、場所ごとに中身が決まっており、多くは貴重品。
『IV』『321』では一度開けると中身がなくなるが、全員がそのダンジョンを出払うと中身が元通りになる。
ドカポン城・教会のマス
ステータス異常を治療できる。また、このゲームは途中で死亡すると数ターンの間は棺に安置されその間は何もできないが、城や教会を訪れることでそこを安置する場所に指定できるため、より有利な拠点から復活できる。
『鉄剣』以降は教会での治療が有料になっている（ドカポン城では無料）。
ダンジョン出入口のマス
止まるとダンジョンに入るマス。ダンジョンの内部もマスの種類は基本的に外のマップと同じ。出る際も出口のマスに止まればよい。出入口が複数用意されているダンジョンでは、基本的には出口によって行き先が変わる。
村マス
モンスターが支配しているか否かでマスのイベントが変わり、ほぼ全ての作品でゲームスタート時に全ての村がモンスターに支配されている。モンスターが支配している村に止まった場合、村にいるモンスターとの戦闘になる。ビッグモンスター以外で村を支配しているモンスターは作品にもよるが、概ね「1～2つ先の大陸のモンスター」か「その大陸に生息する強モンスター」のいずれかになる。前者の場合はその大陸のモンスターより、明らかに強いため、プレイヤーの装備の質とレベルが低い場合、無策で挑んでも勝てない。倒せば村はそのプレイヤーの土地になり、村に蓄えられた収入を得たり宿泊したりできる。また、強いモンスターだけあって、得られる経験値もその大陸のモンスターより多い。モンスターの支配から解放された村では投資・宿泊が可能になる。投資をすれば村自体を町や都市に発展させることも可能で、発展するほど収入も増加する。宿泊は自分の村であれば無料で宿泊でき、HPが全回復する(他人の村ならばその村の1ターン毎の収入と同値を払えば宿泊でき、その村の蓄えに加算される)。他のプレイヤーが所有する村に押し入る「襲撃」もでき、店同様の方法で勝負して、勝てば村の蓄えを奪える。
『IV』『321』では村自体に資産価値が付与されており、その資産の分も総資産に加算される(原則強いモンスターがいる大陸ほど資産価値が高い)。『鉄剣』では宿泊が任意に行えるかどうかがランダム。『DX』では上記の通り宿屋としての役割になっているため、他の作品で言う村マスとは性質が異なる。『ワールド』では村人から助言をもらうことも可能。

## キャラクターについて
本シリーズは、ボードゲームでありながらRPGとしての要素を持つため、プレイヤーの動かすコマは「キャラクター」となり、強さを示すパラメータが存在する。戦闘（後述）によって経験値を獲得し、レベルアップすることによって強化することができる。
『IV』では外見が異なるだけで特徴はどれもなかった（CPUの初期思考レベルに影響するが、思考レベル自体はゲーム開始後に変更可能）が、『321』以降はキャラクターごとに個性付けがなされ、それぞれ得意とする分野において特殊能力が発揮されるようになっている（『321』のみデメリットも付いて回る）。そのため、どのキャラクターを選択するかによって、ゲーム全体にわたってそれぞれ異なる戦略・戦術を要求される。『ワールド』『キングダム』では転職システムの登場により、途中でキャラクターを変更することができるようになった。

### パラメータ
基本的なルールに則った作品では、共通して以下の5種類のパラメータが存在する。
HP
キャラクターの耐久力。ダメージを受けると減り、アイテムを使ったり回復できるポイントに停まると回復できる。0になると死亡し、一定ターン休みになる（後述）。初期の作品では「体力」とも称しており、「体力1ポイント=最大HP10ポイント」という連動式（「体力」というパラメータがHP以外に影響することはなく、後にこの用語は使われなくなった）。
攻撃
武器を使ったときの攻撃力。高いほど相手に与えるダメージが大きくなる。ただし攻撃を跳ね返させるなどの一部のケースに見舞われて高い攻撃力が仇になる可能性もある。武器を装備することでその性能分が基礎値に上乗せされる。
防御
武器で攻撃されたときの防御力。高いほど受けるダメージを抑えられる。防具全般を装備することでその性能分が基礎値に上乗せされる。
素早さ
武器を使った攻撃の命中率・相手からの武器攻撃の回避率をはじめとして、戦闘を放棄する「降参」の成功率、フィールド上で使う魔法の命中・回避率、他人がマスに仕掛けたトラップアイテム「ワナ」の命中・回避率など、敏捷性が問われる場面全般で使われる。
魔力
魔法を使った時の攻撃力、相手から使われた魔法の防御力。ステータス異常の魔法に対する成功率や回避率には影響しない。『IV』『321』では他にも、フィールドで使う魔法のストック欄を増やしたり、特殊なイベントで「フィールドが暗闇に覆われた」場合の見える範囲が広がったりする。『321』ではフィールド上で使う魔法の命中・回避率自体にも影響。
レベルアップ時には、作品やシチュエーションにもよるが、いくつかのボーナスポイントがレベルごとに与えられ、これを各パラメータに好きな配分で振り分けることができる。そのため、高レベルのキャラクターほどそれまでの振り分けの積み重ねで個性が出やすくなる。『321』以降は、キャラクターの個性によって、ポイントの一部が自動で特定のパラメータに振り分けられる。2レベル以上上昇する経験値を獲得した場合は、一度にレベルアップの処理が行われる。この時、『鉄剣』までは1レベルごとにパラメータを振り分ける方式だが、『DX』以降は上がったレベルの分だけパラメータがまとめて支給される。『ワールド』だけはボーナスポイント割り振りがなく、職業（キャラクター）ごとにレベルアップ時のパラメータ上昇値が完全に決められている。

## 戦闘について
地形のマスなどで戦闘が起こると画面が切り替わり、以下のような流れで戦闘が進行する。
戦闘の流れ
まずは裏に伏せられた2枚のカード（作品によってはコイン・宝箱）を選択することから始まる。「先攻」を引けば最初に攻撃・次に防御となり、「後攻」を引けばその逆となる。攻撃側と防御側にそれぞれ4つのコマンドが用意されており、コントローラーの4つのボタンのどれかを密かに押すだけで攻撃や防御のコマンド入力が可能。このゲームの戦闘の大きな特徴はじゃんけん的な「駆け引き」であり、相手の防御手段をかわして攻撃をうまく当てれば勝利に大きく近づくことになる。コマンドは主に次のとおり。
通常攻撃（攻撃側）/通常防御（防御側）
攻撃側は手にした武器を使ってオーソドックスに相手を攻撃する。リスクはないが、破壊力もそこそこであるため、強敵に対しては決定打にはなりにくい。
防御側はオーソドックスにガード体制をとり、武器を使った攻撃のダメージを和らげる。
必殺（攻撃側）/カウンター（防御側）
攻撃側は全力で相手を攻撃する。通常攻撃と比べて多大な破壊力を持つが、防御側がカウンターをした場合、ダメージを与えられないどころか、攻撃をはね返されて自分が逆に多大なダメージを受けてしまう。
防御側は相手の必殺攻撃に対してのみ身構え、必殺を跳ね返して全くダメージを受けることなく相手に絶大な反撃ができるものの、通常攻撃に対しては通常防御より大きなダメージを受ける。
攻撃魔法（攻撃側）/防御魔法（防御側）
「店マス」には戦闘用の魔法が販売されており、それを買うことで戦闘中に魔法を使って攻防ができる。
攻撃側は強力な魔法で相手を攻撃する。必殺同様に多大なダメージを与えるものや、特殊な効果によって相手の戦闘力を殺ぐものなどが存在する。しかし相手が防御用魔法を張っているとダメージは無効・もしくは軽減され、場合によっては逆に相手が有利となったり自分が多大なダメージを受けたりする。
防御側は魔法に対する結界を張り、魔法攻撃を無効化・もしくは軽減し、種類によってはさらに自分に有利な効果や相手にカウンター効果をもたらす。しかし、武器を使った攻撃に対しては大きなダメージを受ける。
『IV』では攻撃魔法に武器、防御魔法に盾の装備がそれぞれ必要である。
特技（攻撃側）/降参（防御側）
攻撃側はキャラクターやモンスターごとに用意された独自の特殊な行動を起こし、効果に応じて戦いを有利に運べる。
防御側は降参して戦いを放棄して逃げ出す。このゲームではHPが0になり死亡すると相手に資産の一部を奪われてしまうが、降参した場合はその被害を最小限に抑えられる。
『IV』『321』では特技枠は全キャラクター・全モンスター共通で次回攻撃時のダメージを大きく伸ばす「力ため」になっている。

## ステータス異常
戦闘での特殊な攻撃や、移動時の各種妨害によって、ステータス異常に陥ることもある。自然に治療されないものは特に注意する必要がある。代表的なステータス異常は以下の通り。
能力値変化
本来の能力値が一時的に数割ほど上下した状態。どの能力が上下するかはアイテム・魔法などによるが、装備品の上乗せ分も増減の対象となる。
臆病
戦闘を避けたがる状態。他人やボスがいるマスが戦闘可能だった場合はそのマスには立ち寄れない。相手から戦いを挑まれた場合はそのまま戦闘となり、戦闘中の相手に臆することはない。
麻痺
移動できなくなる状態。ルーレットを回そうとするとターンをパスすることになる上、移動に関するアイテムも使えなくなる。戦闘中に体が動かなくなることはない。
虚弱
少し移動しただけで疲れきってしまう状態。1ターンに1マスしか移動できなくなる上、移動に関するアイテムも使えなくなる。戦闘中に疲労することはない。
『DX』では「一歩」という名前に変更されているが、効果に違いはない。
封印
持ち物バッグが開けられない状態。アイテムや移動時の魔法を使えなくなる。戦闘中は通常通りに行動可能。
『IV』『321』では封印状態でもアイテムならば使用可能。
おたずね者
襲撃に失敗して指名手配された状態。各種施設のマスに立ち寄れないほか、戦闘で「降参」ができなくなる。他人に倒されるとその人に賞金が与えられ、賞金額は襲撃した店の品物の値段などが基準となる。
『IV』『321』では自分の所有する村に限ればこの状態でも自由に入れるほか、雑魚モンスター相手ならば降参可能。
『DX』以降ではこの状態になったプレイヤーを「賞金稼ぎ」が狙ってくる場合もある。
死神
死神に命を狙われている状態。行動などを阻害されることはないが、数ターン後に自分の番が回ってきた瞬間に死亡する。治療手段が極めて少ない。
操り人形
他人に体を動かされている状態。1ターンだけ全ての行動を他人に勝手に操作されてしまう。
『IV』『321』では店で品物を買うことができない（売ることは可能）。
毒
毒素が体内に入ってしまった状態。自分のターンが始まるたびにダメージを受ける。ただし残りHPが1になると下げ止まるため、毒で直接死ぬことはない。
『IV』ではマスを移動した後にのみダメージを受ける。
取り憑き
幽霊に体を乗っ取られた状態。戦闘中に攻撃の番が来ると体が動かなくなることがある。防御の番には影響が出ない。
『DX』では「ビビリ」という名前に変更されているが、効果に違いはない。
呪い
邪念をかけられた状態。戦闘中に攻撃の番が来ると自分を攻撃することがある。ただし魔法を使った場合や、防御の番には影響が出ない。
伝染病
治療困難な病気にかかった状態。自分のターンが始まるたびに大きなダメージを受ける上、他人のいるマスを通過するだけで感染する。放置しておくと死亡する上、治療手段が極めて少ない。
作品によって『エボラ』『コロリ』『モンモンウィルス』などと表記が異なる。
死亡
残りHPが「0」になって力尽きた状態。原則的には他の全てのステータス異常が解除され、ドカポン城や教会マスで数ターン復活待ちとなる。復活するとHPは最大値まで回復する。
『鉄剣』以降はステータス異常を抱えたまま死亡することもあり、この場合は復活後にも異常が持続する。
降参
戦闘から逃げ出して身を隠している状態。原則的には戦闘に巻き込まれることはなく、この状態から復帰した瞬間に自分のいるマスで戦闘が発生していても、そのターンは戦闘に突入しない。また、魔法による妨害も原則的に受け付けない。

## 妨害手段
他人を直接倒すことによる所持品強奪
前述の通り、このゲームでは戦闘の可能性のあるマスにプレイヤー同士が止まった場合、そのプレイヤー同士で直接戦闘することになる。そして勝利することが出来れば、モンスターから経験値やお金をもらえるのと同様に倒したプレイヤーの所持品・村・装備品・お金（作品によっては名前も）を強奪できる。1度に奪えるのは1種類だが、これによって相手が地道に貯めた財産であろうと一気に奪うことで逆転のきっかけになりうる。
魔法での妨害
前述の通り、自分の番が回ってきた時にルーレットを回す前にアイテムや魔法を使えるが、その効果はフィールド上で直接他人にダメージを与えるものがほとんど。効果も全体的に大きいため、パラメータ次第では直接戦闘によるリスク無しで他人やモンスターを倒すことも可能。魔法以外に一部のアイテムでも各種の妨害ができる。これらの妨害を受けて死亡した場合でも、戦闘で敗れた時と同じく、持ち物の強奪と一定期間の行動不能が発生するため、使い方によっては他のプレイヤーに行動させることなく一方的にゲームを進められる。
道中で起こるイベント
地形のマスに止まることで時々発生するイベントの中には、他人に厄介な妨害を仕掛けたり、所持金の数割を賭けた争いが発生したりするものなどがあり、イベントの種類やその中での選択によっては、戦闘や魔法妨害に匹敵するほどの逆転ができることもある。
施設の襲撃
前述の通り、店や村などの施設ではシリーズにもよるが、「襲撃」という、いわゆる強盗をするコマンドが存在する。勝てばその施設にある金品を強奪できるが、負ければしばらくの間すべての施設から締め出されておたずね者になってしまうため、襲撃をするリスクは高いものの、上手くいけば高額な武具を強奪して無料で武装を整えたり、他人の村の蓄えを奪うことで一気に資産額を増やすことが可能。
『DX』では強盗ではなく金庫破りの窃盗となっているが、システム自体は変更されてはいない。
デビラーマン
上記のように妨害要素・逆転要素の多いシリーズであるため、場合によっては他のプレイヤーに大きく水をあけられ、苦しい展開になることもある。「デビラーマン」とは、そのための最後の逆転手段であり、ある条件を満たすと「資産のほとんどもしくは全部を手放す代わりにしばらくの間は他の全員が束になっても全く敵わないほどの力を手に入れる」ことができる。全てのパラメータが数倍に上がり、ルーレットの数が増えた状態を常に維持できるほか、最強性能を持った武具を自動的に支給される。その上、特殊な妨害手段も所持するため、デビラーマンの出現自体がゲームの展開に影響を強く及ぼす。
『321』までは一度にデビラーマンに変身できるプレイヤーは1名のみだったが、『鉄剣』からはその制限が撤廃され、デビラーマン変身中に他のプレイヤーが変身条件を満たすなどの理由で、一度に2名以上のプレイヤーがデビラーマンに変身する可能性もある。
他人が持っている村にデビラーマンが立ち寄ると、それだけで村を再びモンスターの支配下に置くことができるため、変身解除後にそのモンスターを倒すことで村を奪う事ができる。さらに、すでにモンスターに支配されている村に止まった場合はただちにHPが全回復する（『321』からは基本的なステータス異常も全て回復）。ただし、モンスターとは戦うことができず、マスのイベントも発生しないほか、店にも入れず宝箱からアイテムを取ることもできないため、このゲームで最も重要な「財産を築く」ことがほとんどできない欠点を持つ。また、手持ちのアイテムや魔法を使うことはできない。
基本的に、変身する際には装備品以外の全てを失うことになる（借金もなくなる）。『IV』では戦闘で倒した相手プレイヤーから奪ったものは全て消滅するため、財産をまったく増やせない。『321』以降は奪ったものをそのままキープできるようになるほか、他人を妨害するイベントを任意で発生させることが可能となった。このイベントは、使用していない期間が長いほど強力な内容を起こせるため、行動の幅が増している。強力無比なデビラーマンであるが、戦闘などで万一倒されてしまうと支給されている最強の装備品を相手に奪われ、更に差が広がるリスクがある（一部の作品・一部のケースを除けば変身前の装備品が失われることはない）。
イベントに関しては、『321』では（使用していない期間に応じて）ランダムだったが、『鉄剣』からは選択できる範囲で自ら好きなイベントを狙って発生させることが可能。また、『IV』『321』ではボスと協力関係にあるため、ボスの妨害イベントのターゲットにならないほか、特に『321』ではボスが使う「全モンスターの一斉回復」イベントのターゲットにデビラーマンも含まれている。
モンスターとは戦えないが、『321』以降では、自分よりレベルの高い相手プレイヤーを倒した際に経験値がもらえるため、レベル差を埋められる可能性もある。その際のレベルアップは、『321』ではデビラーマン解除後に戦闘勝利した際に一括して行われるが、『鉄剣』からはデビラーマン変身中でもレベルを上げられる仕様になった。また、『鉄剣』からは相手プレイヤーの村にモンスターを呼ぶと、そのモンスターが持っている経験値と同じだけ経験値をもらえる（フィールド上ではレベルアップしない）。
変身期間は、最近の作品では14ターン程度だが、初期の作品では基本的に「これまでプレイした週数÷7ターン」、すなわち10週目なら10ターン。変身解除条件は、変身期間が満了するか、もしくは途中で倒された場合。『321』以降では、ドカポン城もしくは教会のマスに行くことで解除可能になり、『鉄剣』からはそれらのマスに行った場合に任意で解除するか選択できるようになっている。

## シリーズ作品

### ボードゲーム型
- スーパーファミコン
  - 決戦！ ドカポン王国IV 〜伝説の勇者たち〜：1993年12月10日発売

1作目でありながら「IV」と名づけられているが、これは「4人対戦ができる」という意味[5]。
  - ドカポン3・2・1 〜嵐を呼ぶ友情〜：1994年12月2日発売

柴田亜美がキャラクターデザインを担当。ワールドマップの一定範囲を舞台に行動を重ねることで次のエリアが順次開放されてストーリーが進行し、最終的には大魔王の撃破を目指すシナリオ（ストーリー）モード（資産による順位判定はクリア後に行われる）と、総資産以外の特定条件を競うバトルロイヤルモードが実装。キャラクターごとの特徴などの概念も導入され、後の作品の基礎が固まった。
  - ドカポン外伝 〜炎のオーディション〜：1995年12月1日発売

佐藤元がキャラクターデザインを担当。
本作は30分くらいで決着がつくよう、周回要素のある一本道のマップを舞台に、装備・成長要素の簡略化や、戦闘へのカード要素の追加などのアレンジを加えた作品であり、ボードゲーム型としては唯一、システムの大部分がシリーズ他作品と大きく異なる。
- PlayStation
  - ドカポン！ 怒りの鉄剣：1998年11月5日発売

2010年8月12日からゲームアーカイブスにて配信されている。 選択可能な各キャラクターに名前やバックグラウンドなどが用意され、さらに個性的となった。通常は2Dだが、戦闘時のみは3Dとなる。今作からは各種プレイデータや図鑑などの個人データの保存にも対応。本作ではマップ全域を最初から利用可能なモードがなく、ゲームモードそのものがストーリーモード1つしかない。
- ニンテンドー ゲームキューブ
  - ドカポンDX 〜わたる世界はオニだらけ〜：2003年4月10日発売

シリーズで初めて全般に渡る3Dグラフィックを採用。ストーリーモードはワールドマップ内の各地域がシナリオ進行で順次開放される形ではなく、小型のマップを連戦していく形式に変更された。ストーリーでクリア済みのマップが使える形でバトルロイヤルモードが復活となった。前作までのノーマルモード相当の週数制限ルールもバトルロイヤルモードに含まれている。キャラクターの一部は『鉄剣』からの引き継ぎ。
- PlayStation 2
  - ドカポンDX 〜わたる世界はオニだらけ〜：2004年7月8日発売（ゲームキューブ版の移植）

吉崎観音がイメージイラストを担当。
  - ドカポン・ザ・ワールド：2004年11月3日発売

こちらも吉崎がキャラクターデザインを担当。アスミックが販売した最後の作品である。キャラクターのバックグラウンド要素などが廃止され、「プレイヤー = キャラクター」の図式に戻った。物語は「現実世界で『ドカポン・ザ・ワールド』を開始したプレイヤーへと呼びかけてきた天使ナビィの要請を受け、同作をプレイすることで異世界のドカポン王国へと介入していく」という、異世界ものあるいはメタフィクション色の強いものとなっている。

職業および転職システムが初めて搭載され、1ゲーム中にプレイスタイルを状況に応じて変更していくことも可能に。グラフィックは『DX』と異なり、マップのみ3Dで描画され、キャラクターは切り絵のような枠の付いた2Dイラストで表現される。ストーリーモードはワールドマップ内の各地域が進行に伴い順次開放される形へと回帰。バトルロイヤルモードはないが、フリーモードは「指定期間後の総資産」「指定資産額の達成」から勝利条件が選択可能。
  - ドカポンキングダム：2007年11月22日発売（『ドカポン3・2・1 〜嵐を呼ぶ友情〜』のリメイク）

『321』のフィールドマップ、基本設定などをそのままに、『ワールド』に近い形の職業・転職システムの導入、アイテムの大幅増加、システムの改修を図った作品。グラフィックも新たなキャラクターデザインの元、3Dとして刷新されている。
- Wii
  - ドカポンキングダム for Wii：2008年7月31日発売（PS2版の移植）
- ニンテンドーDS
  - ドカポンジャーニー！ 〜なかよくケンカしてっ♪〜：2008年7月31日発売 （『決戦！ ドカポン王国IV 〜伝説の勇者たち〜』のリメイク）

携帯機初のボードゲームタイプの作品。『IV』のフィールドマップ、基本設定などをベースに、新たに他シリーズ作品同様のストーリーモード・バトルロイヤルモードが追加されたほか、性別と職業ごとの性能差が実装。システムの改修なども図られている。グラフィックは2Dベース。
- Windows
  - ドカポン・ザ・ワールド Online：2010年4月サービス開始、2012年6月30日サービス終了

ライセンス買い切り型。内容的には『ワールド』の移植で、新たにオンライン対戦やランキングに対応。
  - ドカポンキングダム コネクト：2023年9月8日発売（Steam。Nintendo Switch版の移植）

オンライン対戦に対応。発売はコンパイルハート。
  - ドカポン！ 怒りの鉄剣：2025年1月22日発売（Steam。Nintendo Switch版の移植）

オンライン対戦に対応。
- PlayStation 4/Nintendo Switch
  - ドカポンUP！ 〜夢幻のルーレット〜：2020年12月10日発売[6][7]

スティングがコンソール版作品の移植・開発に関わる、アクアプラスの美少女SRPG『うたわれるもの』とのコラボ作品。システムも『うたわれるもの』の世界観に合わせて変更されている[8]。
- Nintendo Switch
  - ドカポンキングダム コネクト：2023年4月13日発売（『ドカポンキングダム』のHDリマスター）

オンライン対戦に対応。発売はコンパイルハート。基本的にゲーム内容はグラフィック解像度とオンライン対戦を除き、ほぼ『ドカポンキングダム』そのままだが、女ウォリアーや女エンターティナー、一部の女性NPCと女性型モンスターについて露出度を落とすデザイン変更が行われている。
  - ドカポン！ 怒りの鉄剣：2024年8月1日発売（『ドカポン！ 怒りの鉄剣』のHDリマスター）

オンライン対戦に対応。ゲーム内容面ではグラフィックがリマスターされただけではなく、ゲームルールの細かい調整が可能になっている。
- iアプリ
すべて最大プレイ3人まで。
  - ドカポン番長 〜町内統括編〜

シリーズ初のファンタジー以外の作品で、現代を舞台にした闇の不良組織の勢力争いをテーマとしている[9]。劇画調のキャラクターデザインが特徴的。
  - ドカポンパラダイス！

『ドカポンジャーニー！』をベースに、ゲーム進行を他シリーズ作品のバトルロイヤルモード的な、特定の条件達成を目指すミッション形式に変更した作品。アイテム合成要素などが追加されている。
  - ドカポンジャンキー！

『ドカポンパラダイス！』同様のミッション形式の進行を採用した作品。キャラクターのバックグラウンド要素などが復活している。

### ダンジョン探索RPG型
以下の作品はタイトルこそ「ドカポン」と付いているものの、他のボードゲーム型の作品とは異なる、純粋な1人用のローグライク型のダンジョン探索RPGとなっている。シンボルエンカウント式で、戦闘システムにボードゲーム型の作品の名残を残す作り。
- ゲームボーイカラー
  - ドカポン？！ ミレニアムクエスト : 2000年7月14日発売
- ゲームボーイアドバンス
  - ドカポンQ モンスターハンター : 2001年8月3日発売

### その他
- ドカポンスロット
iアプリ。『ドカポンキングダム』のミニゲームの単体アプリ版。コインがなくなるまでプレイするモードの他、100回チャレンジでの成果を競うモードが存在。
- ドカポンロジック！
iアプリ。ピクロスゲーム。